# Явански леопард
Явански леопард (Panthera pardus melas) е хищен бозайник, член на семейство Коткови, подвид на Леопарда. Обитава единствено индонезийския остров Ява. Това е рядък подвид. Смята се, че на свобода живеят по-малко от 250 индивида. Международният съюз за защита на природата приема яванския леопард за критично застрашен вид, който е с висока опасност от изчезване от дивата природа в резултат на унищожаване на местообитанието му и лова на екземпляри заради ценната кожа. Подвидът е доста рядък и изолиран. Интересен факт е, че съседните острови Суматра и Борнео не са обитавани от леопарди.